# Обераслак
Обераслак (фр. Oberhaslach) — коммуна на северо-востоке Франции в регионе Гранд-Эст (бывший Эльзас — Шампань — Арденны — Лотарингия), департамент Нижний Рейн, округ Мольсем, кантон Мюциг. До марта 2015 года коммуна административно входила в состав кантона Мольсем (округ Мольсем).
Площадь коммуны — 25,22 км², население — 1740 человек (2006) с тенденцией к стабилизации: 1759 человек (2013), плотность населения — 69,8 чел/км².

## Население
Население коммуны в 2011 году составляло 1777 человек, в 2012 году — 1773 человека, а в 2013-м — 1759 человек.
| 1962 | 1968 | 1975 | 1982 | 1990 | 1999 | 2006 | 2008 | 2011 | 2012 | 2013 |
| ---- | ---- | ---- | ---- | ---- | ---- | ---- | ---- | ---- | ---- | ---- |
| 1004 | 1022 | 1108 | 1145 | 1333 | 1505 | 1740 | 1771 | 1777 | 1773 | 1759 |

Динамика населения:

## Экономика
В 2010 году из 1179 человек трудоспособного возраста (от 15 до 64 лет) 912 были экономически активными, 267 — неактивными (показатель активности 77,4 %, в 1999 году — 72,9 %). Из 912 активных трудоспособных жителей работали 844 человека (451 мужчина и 393 женщины), 68 числились безработными (30 мужчин и 38 женщин). Среди 267 трудоспособных неактивных граждан 86 были учениками либо студентами, 107 — пенсионерами, а ещё 74 — были неактивны в силу других причин.

## Достопримечательности (фотогалерея)

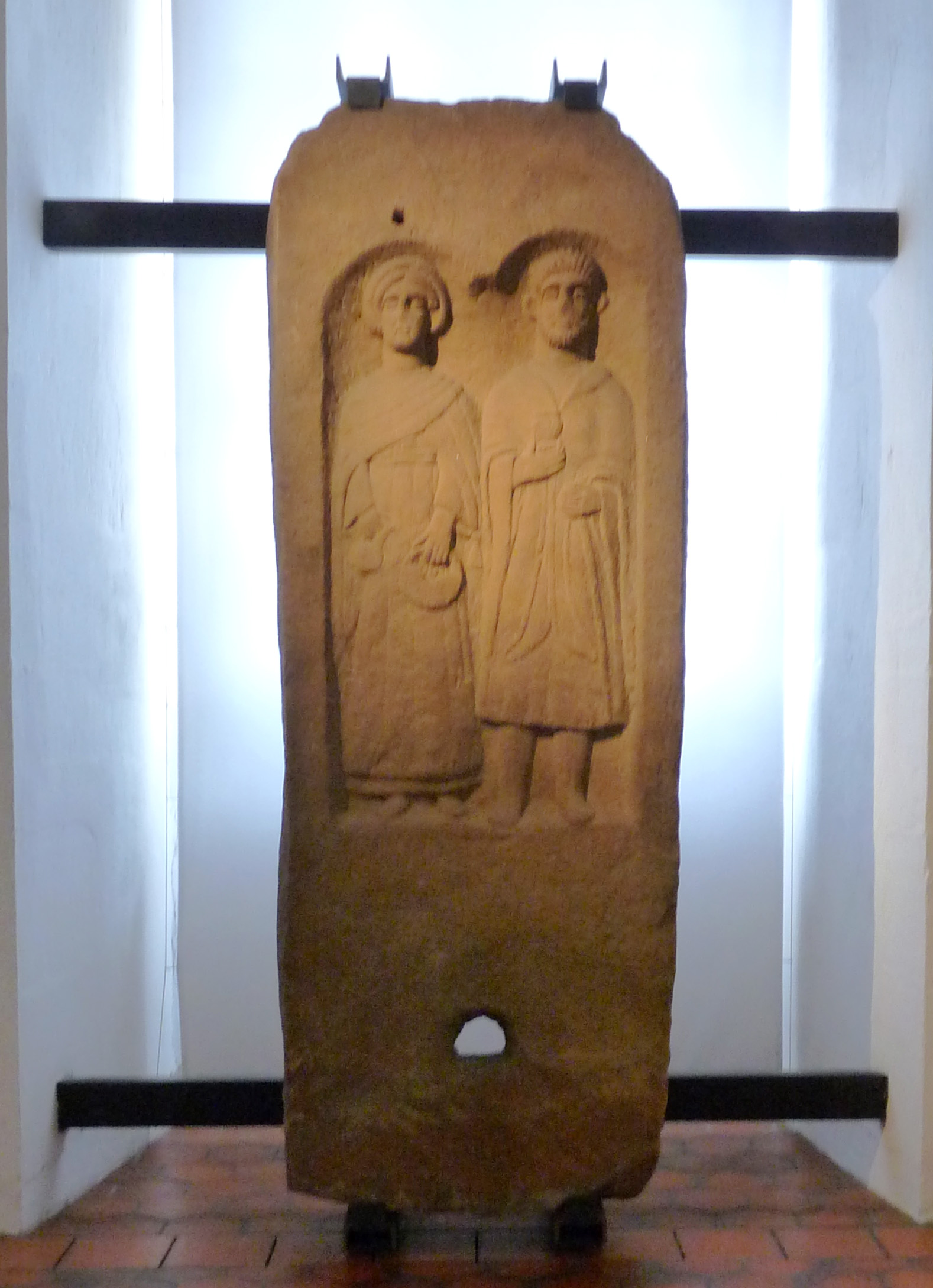
Стела (надгробие) крестьянской пары (археологический музей, Страсбург)
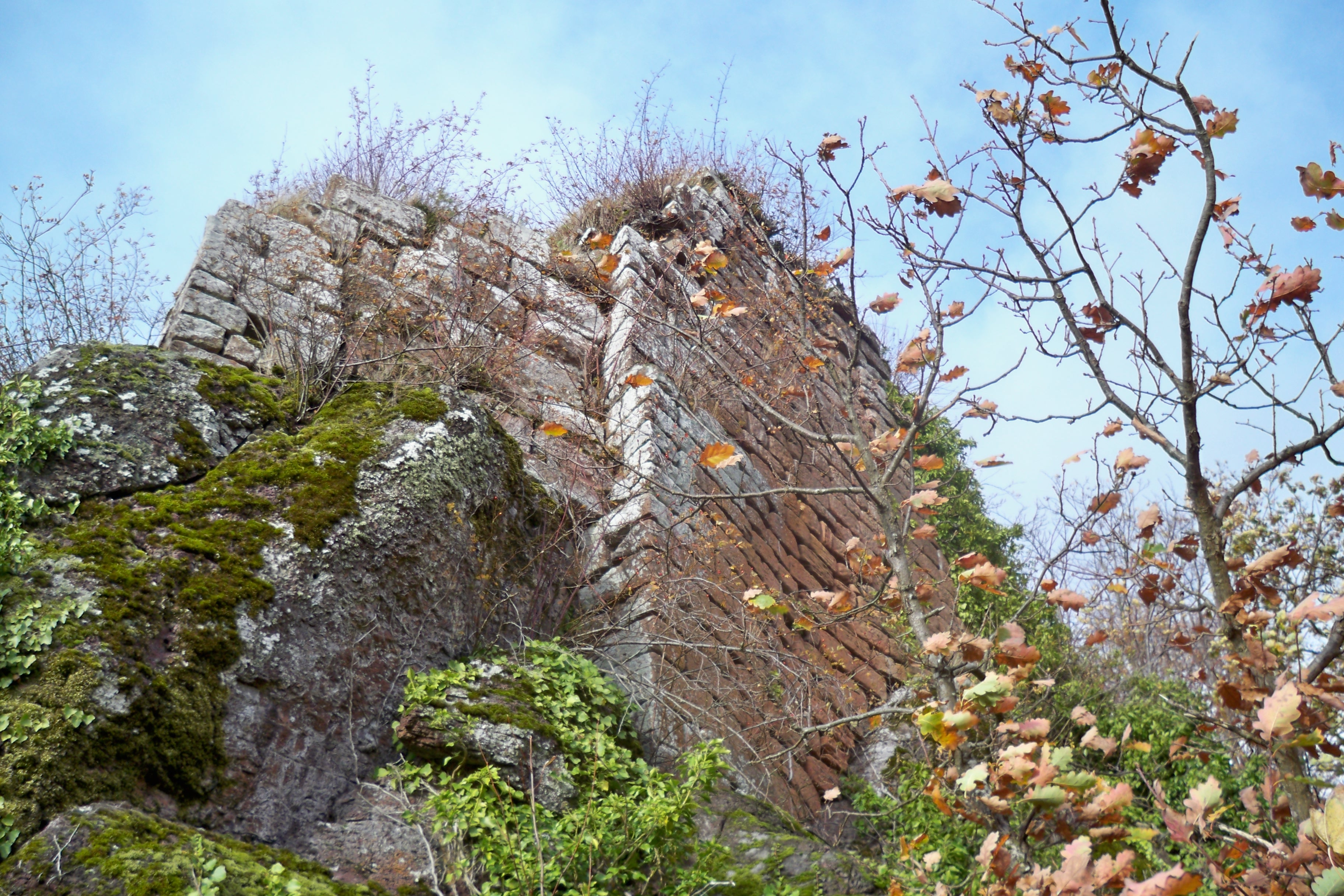
Руины шато Hohenstein
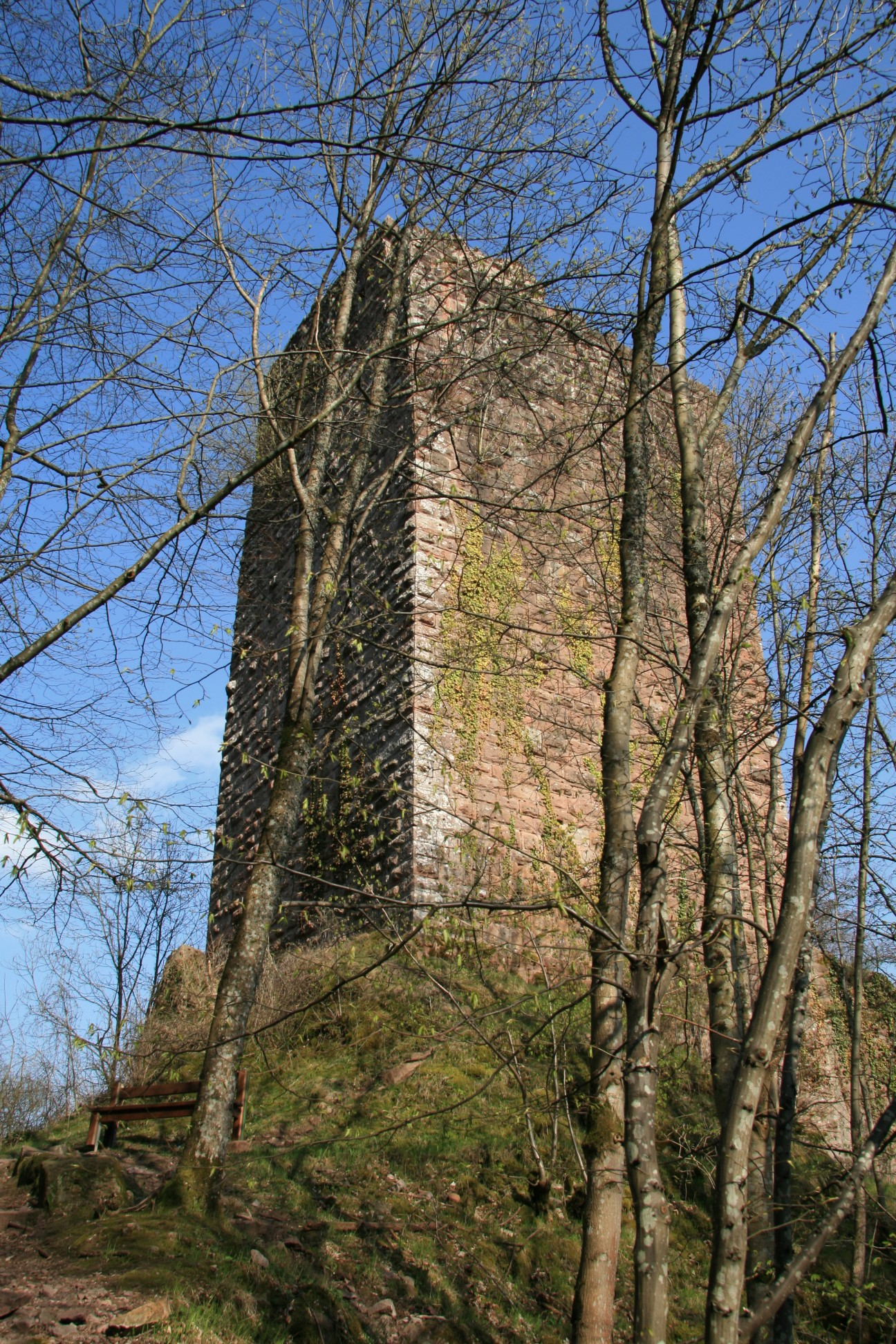
Шато Nideck
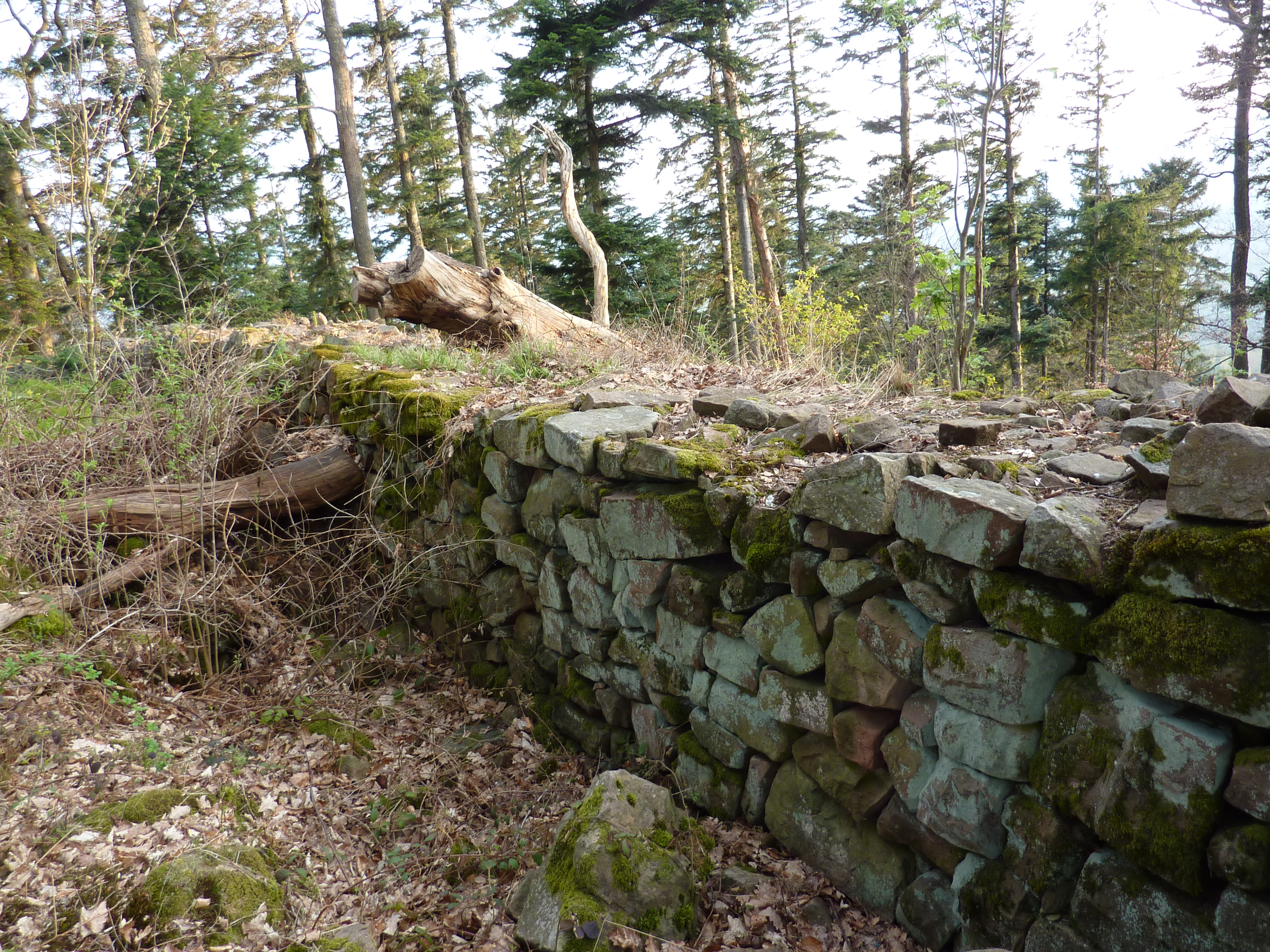
Руины шато Petit Ringelstein
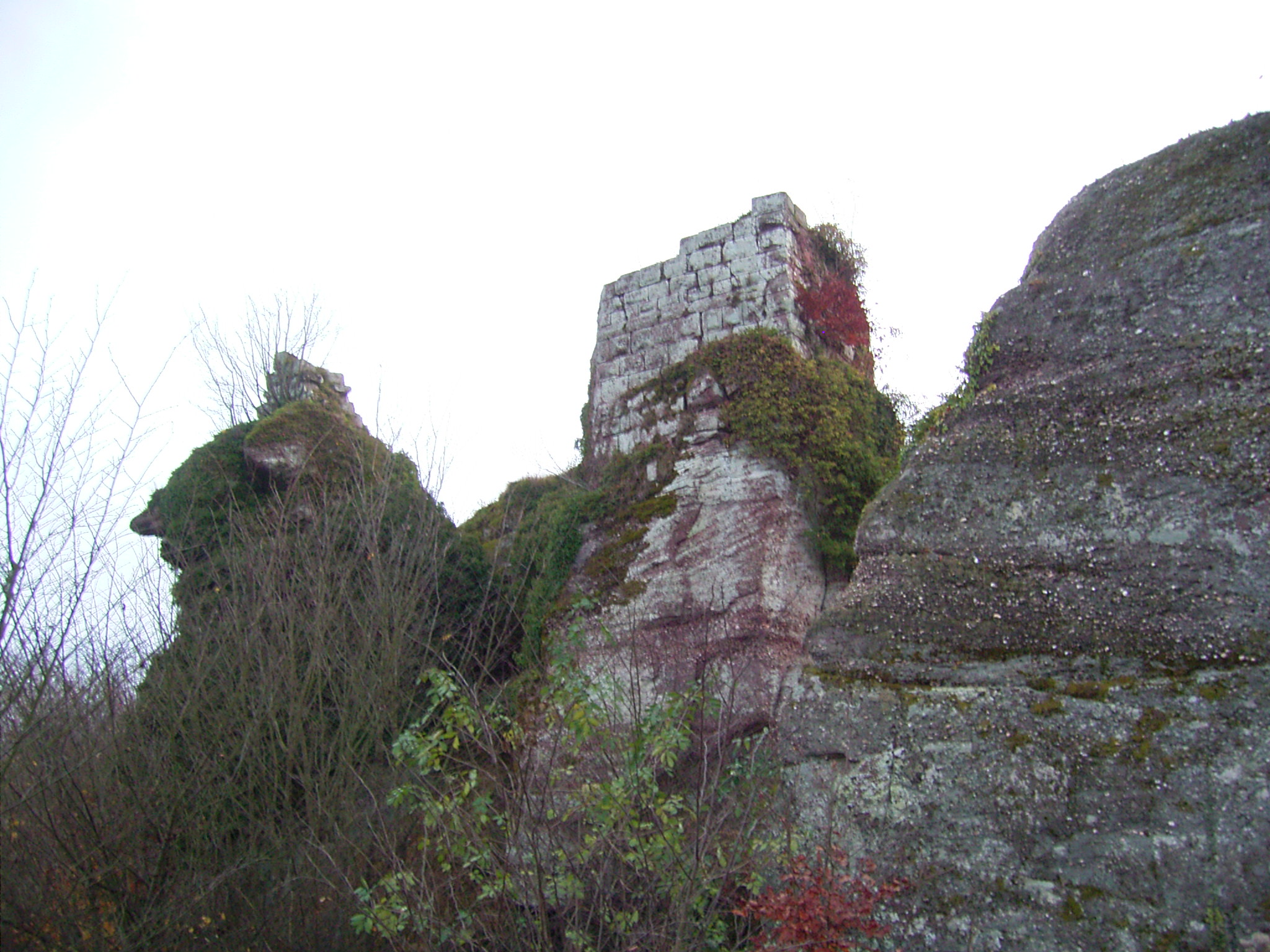
Шато Grand Ringelstein